# Oenoptera leda
Oenoptera leda är en fjärilsart som beskrevs av William Schaus 1914. Oenoptera leda ingår i släktet Oenoptera och familjen nattflyn. Inga underarter finns listade i Catalogue of Life.